# Tiziano Crudeli
Tiziano Crudeli (Forlì, 24. ožujka 1943.), talijanski je novinar, stalni komentator športskog programa Diretta Stadio i emisije Processo di Biscardi, koji se emitiraju na talijanskoj televizijskoj mreži 7 gold. Poznat je po strastvenom i osebujnom načinu komentiranja i navijanja za AC Milan.

## Životopis
Rođen u Forliju, Italija. Kao dijete, pod utjecajem starijeg brata, počinje pratiti nogomet. Prva momčad za koju je navijao je momčad iz njegova rodnog grada, "Forlì" (gdje sudjeluje u Igrama mladih "Sandro Ciotti"), a nakon odlaska u Milano, postaje vatreni navijač nogometnog kluba AC Milan. U Milano se preselio u dobi od 12 godina zbog prerane smrti njegovih roditelja.
Od 13. do 14. godine trenirao je nogomet u Milanovoj omladinskoj školi.

## Karijera
Bio je direktor press službe Talijanskog teniskog saveza za područje Lombardije i uređivao je športske časopise Tennis Lombardo i Il Giornale del Tennis. Prenosio je teniske mečeve za TVCI i Globo Tv.
Što se tiče nogometa, prvo počinje raditi na radiostanici Radio Peter Flowers te na televizijskim postajama Telereporter i Antenna 3, a piše i za milanske novine La notte i športski časopis Tuttosport. Potom na lokalnoj televizijskoj postaji Telelombardia zajedno s Fabiom Ravezzanijem vodi športski talk-show do 2002. 
Od 2002. do 2006. postaje slavan po sukobima s "prijateljem-neprijateljem" Eliom Cornom, navijačem Intera iz Milana. Crudelli i Corno zajedno 2006. prelaze u novu emisiju Diretta Stadio na televizijskoj mreži 7 gold. Također, surađuje s listom Il Giorno i časopisom Forza Milan.
Crudeli aktualno djeluje kao komentator u emisiji Processo di Biscardi i još nekim emisijama na televizijskom kanalu Milan Channel. Posljednjih nekoliko godina glavni je urednik tjednika Sprint e sport Lombardia, koji prati lokalni nogometni klub koji igra u Seriji D, a u listu Crudeli ima svoju kolumnu.
Dana 29. lipnja 2011. prvi put vodio je emisiju Diretta Stadio.

## Zanimljivosti
Glasnogovornik je engleske kladionice Ladbrokes.

## Vanjske poveznice
Službena web stranica Tiziano Crudeli  Arhivirana inačica izvorne stranice od 31. svibnja 2012. (Wayback Machine)